# Kuwagata Yama
Kuwagata Yama (Transkription von japanisch くわがた山 ‚Hirschkäferberg‘) ist ein 2282 m hoher Nunatak im ostantarktischen Königin-Maud-Land. Er ragt rund 40 km südwestlich des Königin-Fabiola-Gebirges in der Nunatakkergruppe Minami-Yamato Nunatak-Gun auf.
Japanische Wissenschaftler nahmen 1973 Vermessungen und 1975 die Benennung vor.